# ألقاب وامتيازات شرفية للملكة إليزابيث الثانية
حملت إليزابيث الثانية (21 أبريل 1926 – 8 سبتمبر 2022) ألقاب وأوسمة عديدة، سواء خلال فترة ولايتها ملكة لكل من بلدان الكومنولث أو قبلها. ترد أدناه قائمة تحمل تاريخين؛ يشير الأول إلى تاريخ الحصول على اللقب أو الجائزة (حازت إليزابيث أميرة يورك على لقبها منذ ولادتها)، ويشير الثاني إلى تاريخ فقدانه أو التخلي عنه.

## الألقاب الملكية
- 21 أبريل 1926 – 11 ديسمبر 1936: صاحبة السمو الملكي إليزابيث أميرة يورك.[1]
- 11 ديسمبر 1936 – 20 نوفمبر 1947: صاحبة السمو الملكي الأميرة إليزابيث.
- 20 نوفمبر 1947 – 6 فبراير 1952: صاحبة السمو الملكي الأميرة إليزابيث، دوقة إدنبره، وكونتيسة ميريونث، وبارونة غرينتش.[2][3]
- 6 فبراير 1952 – 8 سبتمبر 2022: جلالة الملكة.

لدى اعتلاء الملكة إليزابيث العرش، سألها السكرتير الخاص عن اسمها الملكي، فأجابت: «اسمي طبعًا، ماذا يمكن أن يكون غير ذلك؟» حتى سنة 1953، كان لقبها الكامل «بفضل الرب، ملكة بريطانيا العظمى، وإيرلندا والسيادات البريطانية وراء البحار، المدافعة عن الإيمان». أعلنت ملكة باستخدام هذا اللقب في كل من كندا وجنوب أفريقيا، في حين أنها في أستراليا، ونيوزيلندا، والمملكة المتحدة، لقبت بالملكة إليزابيث، بفضل الرب، ملكة على هذا الملكوت وغيره من الأقاليم، ورئيسة الكومنولث، المدافعة عن الإيمان.
توصل رؤساء وزراء الملكة إليزابيث إلى قرار في مؤتمر رؤساء وزراء الكومنولث لسنة 1952، يقضي بإعطاء الملكة ألقاب شرفية مختلفة في كل منطقة من مناطق ملكوتها، أي أنها ستكون ملكة في كل بلد يتبع لها، بصرف النظر عن أدوارها الأخرى. كانت الصيغة المفضلة لدى كندا هي: إليزابيث الثانية، بفضل الرب، ملكة كندا وبقية أقاليمها وملكوتها، ورئيسة الكومنولث، المدافعة عن الإيمان. لكن، أرادت أستراليا ذكر المملكة المتحدة في جميع ألقاب الملكة، فكانت النتيجة لقبًا مخصصًا يتضمن المملكة المتحدة أيضًا، فضلًا عن إشارة مستقلة، للمرة الأولى، إلى بلدان الكومنولث الأخرى. بعد ذلك، صدرت في كل دول الكومنولث قوانين تتعلق بالألقاب الملكية، على أن يكون لإليزابيث لقب مميز ولكن له نفس الترتيب في كل بلد، ما يعني أنه عندما توجت إليزابيث في السنة نفسها، كان لها سبعة ألقاب منفصلة.
مع مزيد من التطور الذي طال الكومنولث منذ ذلك الوقت، حملت إليزابيث حتى تاريخ وفاتها 15 لقبًا ملكيًا مختلفًا، واحد لكل بلد من بلدان الكومنولث الحالية. في جميع الميادين الأخرى غير كندا وغرينادا، أزيلت الإشارة إلى المملكة المتحدة؛ ولحقتها أستراليا في عام 1973، وذلك خلافًا لموقف الحكومة الأسترالية قبل 20 عامًا. تقليديًا، تدرج ألقاب الملكة بالترتيب الذي صارت فيه البلدان (غير المملكة المتحدة؛ الملكوت الأصلي) تحت سلطة الملكية، أي كندا (1867)، وأستراليا (1901)، ونيوزيلندا (1907)، يليه الباقي بالترتيب الذي صارت فيه البلدان المستعمرة ممالك مستقلة: جامايكا (1962)، وجزر البهاما (1973)، وغرينادا (1974)، وبابوا غينيا الجديدة (1975)، وجزر سليمان (1978)، وتوفالو 1978)، وسانت فنسنت وجزر غرينادين (1979)، وسانت لوسيا (1979)، وبليز (1981)، وأنتيغوا وبربودا (1981)، وسانت كيتس ونيفيس (1983).
رغم أن الوضع كان ذاته في كل البلدان القابعة تحت سلطة الملكية خارج المملكة المتحدة، فإن اللقب إليزابيث الثانية لم يتسبب في إثارة الجدال إلا داخل اسكتلندا، وذلك لأن إليزابيث الأولى لم توجد قط في اسكتلندا. في عمل تخريبي، خربت صناديق البريد الملكية البريطانية الجديدة في اسكتلندا، والتي حملت الشيفرة الملكية (إي الثانية آر)، وبعد ذلك لتجنب المزيد من المشاكل، لم تحمل صناديق البريد وسيارات البريد الملكي في اسكتلندا سوى نقش تاج اسكتلندا عوضًا عن الشيفرة. قدمت قضية قانونية، «قضية ماكورميك ضد لورد آفينس (1953 SC 396)»، للطعن في حق الملكة في تنصيب نفسها إليزابيث الثانية داخل اسكتلندا، بحجة أن ذلك يعد انتهاكًا لقانون الاتحاد. غير أن القضية خسرت على أساس أن المطالبين ليس لهم حق رفع دعوى على التاج، وأن عدد الملوك جزء من امتياز التاج (الامتياز الملكي)، وبالتالي لا يحكمه قانون الاتحاد. اقترح ونستون تشرشل أنه يجب إحصاء الملوك البريطانيين المستقبليين إما بحسب أسلافهم الإنجليز أو الاسكتلنديين، وأي الرقمين أعلى.
أما الخلافات الأقل شهرة فقد اشتملت على حجة مفادها أن الملكة كانت تخاطب بصفة «سموّك» في مملكة اسكتلندا قبل الاتحاد (أطلق على ملوك عصر النهضة في إنجلترا وصفا «سموّك» و«جلالتك»)، وأن اللقب المعياري كان ملك/ملكة الاسكتلنديين (ركس/ريجينا سكوتوروم) عوضًا عن (ركس/ريجينا سكوتوريا). في حفل افتتاح البرلمان الاسكتلندي الآيل في إدنبرة في عام 1999، الذي حضرته الملكة، قال رئيس اللجنة اللورد ستيل في ختام خطابه الافتتاحي: «إنه لمن الجيد اليوم، أن نتمكن مرة أخرى، نحن ممثلو الشعب المنتخبين، من الترحيب بجلالتك، ليس فقط كملكة المملكة المتحدة، ولكن بمكانك بيننا، لتحكيتك بالطريقة التاريخية الصحيحة دستوريًا، بحفاوة ومودة، ملكة على اسكتلندا». في عام 2002، كتبت ويني إيوينغ، التي كانت آنذاك رئيسة الحزب الوطني الاسكتلندي، إلى الملكة لتطلب منها اعتماد اللقب «إليزابيث الأولى» في اسكتلندا.

## أخرى
في عام 1975، حصلت على أعلى لقب من اتحاد الكشافة الياباني، وهي جائزة طائر الدراج الذهبي.
في أبريل 2013، منحت الملكة جائزة بافتا الفخرية من السير كينيث براناغ في حفل أقيم في قلعة وندسور. منحت المنظمة الجائزة لها «لدعمها مجال السينما والتلفزيون البريطاني مدى الحياة».
في 21 يونيو 2022، قدم رئيس أساقفة كانتربري للملكة صليب كانتربري «بدعمها السخي للكنيسة خلال فترة حكمها». حصلت على جائزة الاتحاد الدولي للفروسية وذلك لإخلاصها المكرس تجاه رياضة الفروسية.